# John Benjamin Hickey
John Benjamin Hickey (Plano, 25 giugno 1963) è un attore statunitense, vincitore del Tony Award al miglior attore non protagonista in un'opera teatrale nel 2011..

## Biografia
Hickey si è diplomato nel 1981 presso la Plano Sr. High School e tra il 1981 e il 1983 ha frequentato la Texas State University, impegnandosi nel frattempo in lavori teatrali. Nel 1985 si è laureato in lingua inglese presso la Fordham University. Nella sua carriera teatrale le sue principali interpretazioni sono state quelle in Cabaret, Love! Valour! Compassion!, The Crucible, The Inheritance e nel revival del 2011 di The Normal Heart, per il quale ha vinto un Tony Award.
Hickey è dichiaratamente omosessuale e impegnato in una relazione con lo sceneggiatore Jeffrey Richman dal 2003.

## Filmografia

### Cinema
- C'eravamo tanto odiati (The Ref), regia di Ted Demme (1994)
- Only You - Amore a prima vista (Only You), regia di Norman Jewison (1994)
- Comfortably Numb, regia di Gavin O'Connor (1995)
- Eddie, regia di Steve Rash (1996)
- Le stagioni dell'amore (Love! Valour! Compassion!), regia di Joe Mantello (1997)
- Tempesta di ghiaccio (The Ice Storm), regia di Ang Lee (1997)
- Finding North, regia di Tanya Wexler (1998)
- La figlia del generale (The General's Daughter), regia di Simon West (1999)
- Il collezionista di ossa (The Bone Collector), regia di Phillip Noyce (1999)
- Anniversary Party (The Anniversary Party), regia di Alan Cumming e Jennifer Jason Leigh (2001)
- Ipotesi di reato (Changing Lanes), regia di Roger Michell (2002)
- Flightplan - Mistero in volo (Flightplan), regia di Robert Schwentke (2005)
- Infamous - Una pessima reputazione (Infamous), regia di Douglas McGrath (2006)
- Flags of Our Fathers, regia di Clint Eastwood (2006)
- Fast Track, regia di Jesse Peretz (2006)
- Freedom Writers, regia di Richard LaGravenese (2007)
- Quando tutto cambia (Then She Found Me), regia di Helen Hunt (2007)
- Il risveglio delle tenebre (The Seeker: The Dark Is Rising), regia di David L. Cunningham (2007)
- Pelham 123 - Ostaggi in metropolitana (The Taking of Pelham 123), regia di Tony Scott (2009)
- Transformers - La vendetta del caduto (Transformers: Revenge of the Fallen), regia di Michael Bay (2009)
- Voices (Pitch Perfect), regia di Jason Moore (2012)
- Get on Up - La storia di James Brown (Get on Up), regia Tate Taylor (2014)
- I segreti di Big Stone Gap (Big Stone Gap), regia di Adriana Trigiani (2014)
- Truth - Il prezzo della verità (Truth), regia di James Vanderbilt (2015)
- Tallulah, regia di Sian Heder (2016)
- Hostiles - Ostili (Hostiles), regia di Scott Cooper (2017)
- Per sempre la mia ragazza (Forever My Girl), regia di Bethany Ashton Wolf (2018)
- Mapplethorpe, regia di Ondi Timoner (2018)
- Sublet, regia di Eytan Fox (2020)
- Le notti di Salem (Salem's Lot), regia di Gary Dauberman (2024)

### Televisione
- NYPD - New York Police Department (NYPD Blue) – serie TV, 2 episodi (1994-2001)
- Normandy: The Great Crusade, regia di Christopher Koch – film TV (1994)
- New York News – serie TV, 1 episodio (1995)
- Nothing Sacred – serie TV, 1 episodio (1997)
- Una famiglia del terzo tipo (3rd Rock from the Sun) – serie TV, 1 episodio (1998)
- Sex and the City – serie TV, episodio 1x12 (1998)
- Law & Order - I due volti della giustizia (Law & Order) – serie TV, 5 episodi (1998-2006)
- Homicide (Homicide: Life on the Street) – serie TV, 1 episodio (1999)
- The Lady in Question, regia di Joyce Chopra – film TV (1999)
- Perfect Murder, Perfect Town: JonBenét and the City of Boulder, regia di Lawrence Schiller – film TV (2000)
- Hamlet, regia di Campbell Scott e Eric Simonson – film TV (2000)
- D.C. – serie TV, 4 episodi (2000)
- Law & Order - Unità vittime speciali (Law & Order: Special Victims Unit) – serie TV, 3 episodi (2000, 2014)
- Hamlet, regia di Campbell Scott e Eric Simonson – film TV (2000)
- Judy Garland (Life with Judy Garland: Me and My Shadows), regia di Robert Allan Ackerman – miniserie TV (2001)
- A Glimpse of Hell, regia di Mikael Salomon – film TV (2001)
- CSI - Scena del crimine (CSI: Crime Scene Investigation) – serie TV, 1 episodio (2001)
- The Guardian – serie TV, 1 episodio (2001)
- Hack – serie TV, 1 episodio (2002)
- Law & Order: Criminal Intent – serie TV, 1 episodio (2003)
- It's All Relative – serie TV, 22 episodi (2003-2004)
- Alias – serie TV, 1 episodio (2005)
- Le campane d'argento (Silver Bells), regia di Dick Lowry – film TV (2005)
- A House Divided, regia di Michael Rymer – film TV (2006)
- Justice - Nel nome della legge (Justice) – serie TV, 1 episodio (2006)
- Brothers & Sisters - Segreti di famiglia (Brothers & Sisters) – serie TV, 1 episodio (2006)
- Una pupa in libreria (Stacked) – serie TV, 1 episodio (2006)
- Heartland – serie TV, 1 episodio (2007)
- In Plain Sight - Protezione testimoni (In Plain Sight) – serie TV, 1 episodio (2008)
- Living Proof - La ricerca di una vita (Living Proof), regia di Dan Ireland – film TV (2008)
- Law & Order: LA – serie TV, 1 episodio (2010)
- The Big C – serie TV, 40 episodi (2010-2013)
- The Good Wife – serie TV, 6 episodi (2011-2013)
- Hannibal – serie TV, 1 episodio (2013)
- Modern Family – serie TV, 1 episodio (2014)
- Difficult People – serie TV, 1 episodio (2015)
- Manhattan – serie TV, 23 episodi (2014-2015)
- Jessica Jones – serie TV, 3 episodi (2018)
- In Treatment – serie TV, 6 episodi (2021)

## Teatro (parziale)
- Re Giovanni di William Shakespeare, regia di Stuart Vaghaum. Delacorte Theater dell'Off-Broadway (1988)
- La dodicesima notte di William Shakespeare, regia di Harold Guskin. Delacorte Theater dell'Off-Broadway (1989)
- Una luna per i bastardi di Eugene O'Neill, regia di Kevin Dowling. Williamstown Theatre Festival di Williamstown (1990)
- Love! Valour! Compassion! di Terrence McNally, regia di Joe Mantello. Manhattan Theatre Club dell'Off-Broadway (1994), Walter Kerr Theatre di Broadway (1995)
- Cabaret, libretto di Joe Masteroff, testi di Fred Ebb, colonna sonora di John Kander, regia di Sam Mendes. Studio 54 di Broadway (1998)
- Il crogiuolo di Arthur Miller, regia di Richard Eyre. August Wilson Theatre di Broadway (2002)
- Maria Stuart di Friedrich Schiller, regia di Phyllida Lloyd. Broadhurst Theatre di Broadway (2009)
- The Normal Heart di Larry Kramer, regia di Joel Grey e George C. Wolfe. John Golden Theatre di Broadway (2011)
- Sei gradi di separazione di John Guare, regia di Trip Cullman. Ethel Barrymore Theatre di Broadway (2017)
- The Inheritance di Matthew Lopez, regia di Stephen Daldry. Young Vic e Noël Coward Theatre di Londra (2018), Ethel Barrymore Theatre di Broadway (2019)

## Doppiatori italiani
Nelle versioni in italiano delle opere in cui ha recitato, John Benjamin Hickey è stato doppiato da:
- Angelo Maggi in Anniversary Party, Voices
- Massimo De Ambrosis ne Only You - Amore a prima vista, Le stagioni dell'amore
- Luca Ward ne Il risveglio delle tenebre, Law & Order - I due volti della giustizia (ep. 17x06)
- Enrico Di Troia in The Good Wife, The Good Fight
- Stefano Billi in CSI - Scena del crimine
- Loris Loddi in Flags of Our Fathers
- Franco Mannella in Transformers - La vendetta del Caduto
- Vittorio De Angelis in La figlia del generale
- Sandro Acerbo in Truth - Il prezzo della verità
- Alessandro Budroni in Hostiles - Ostili
- Diego Sabre in Judy Garland
- Marco Mete in The Big C
- Pasquale Anselmo in Manhattan
- Stefano Benassi in In Treatment
- Sergio Lucchetti in Tallulah
- Nicola Braile in Daredevil: Rinascita
- Francesco Prando in Le notti di Salem